# Ghada al-Samman
Ghada al-Samman (àrab: غادة السمّان, Ḡāda as-Sammān) (al-Shamiyeh, Damasc, Síria, 1942) és una periodista i escriptora siriana. Ha escrit contes, novel·les, poesia, i nombrosos articles. Resideix a França des de mitjan 1980 com a exiliada per la Guerra civil del Líban. És una de les autores més llegides als països àrabs amb una obra i vida molt compromesa amb el nacionalisme àrab postcolonialista i la causa feminista, defensora d'un feminisme musulmà.

## Biografia
Ghada al-Samman nasqué a al-Shamiyeh, un poblet sirià proper a Damasc, al 1942, filla d'Ahmad al-Samman i Salma Rweeha. Sa mare, també escriptora, va morir jove, quan Ghada era una xiqueta, de manera que tant ella com el seu germà Bisher i germana Zolfa foren criats pel seu pare, professor de dret en la Universitat de Damasc, de la qual ocuparia el càrrec de rector del 1962 al 1964, i més tard, durant un curt període, seria ministre d'Educació en els convulsos anys que van seguir la declaració d'independència de Síria i el cop d'estat de Hafez al-Àssad el 13 de novembre del 1970. L'educació que va rebre del seu contribuí a la seua visió nacionalista de l'estat sirià.
Els primers anys d'estudi els va cursar a l'Escola Francesa de Damasc, i més tard cursà el batxillerat en ciències en l'institut Al-Tajheez. Es va oposar al seu pare, que volia que estudiàs medicina, i es va matricular en el Departament de Filologia Anglesa en l'Escola d'Art de la Universitat de Damasc. Va compaginar els estudis universitaris amb treballs a la biblioteca de la universitat i com a professora d'anglés en l'institut Charles Saad School, fins que es llicencià al 1964. A Beirut obtindria un màster en la Universitat Americana de Beirut (AUB) el 1966. El títol de tesi era: Literatura de l'absurd; s'introduïa així en el moviment inspirat en el surrealisme i l'existencialisme que influiria en la seua obra.
Va començar a publicar articles en revistes i diaris àrabs com ara al-Usbu al-Arabi i al-Hawadith, i viatjà i visqué per temporades en alguns països europeus. El 1966, i durant un dels seus viatges a Londres, la condemnaren en absència a tres mesos de presó per desacatament a les autoritats i eixir de Síria sense permís. Com a conseqüència, va ser acomiadada de la revista libanesa per a la qual treballava. Aquell mateix any son pare va morir. La suma d'esdeveniments feu que optàs per instal·lar-se, a partir del 1969, a Beirut, sense tornar a Síria per a evitar conflictes amb les autoritats i trencar la relació amb la burgesia siriana que la considerava una "perdedora" per mancar de família i amb el l'estatus social perdut per la condemna. A Beirut, en aquells dies una ciutat de relativa llibertat per al món àrab que atreia molts intel·lectuals de l'època, va poder desenvolupar el seu pensament polític i obra artística sense limitacions.
A Beirut, tingué una relació amb Ghassan Kanafani, escriptor i activista polític palestí cofundador del Front Popular per a l'Alliberament de Palestina, assassinat per l'agència israeliana sionista Mossad el 1972. Anys més tard, al 1992, Ghada al-Samman publicaria les cartes que ell li va escriure durant aquell període.
A l'estiu del 1969 va conéixer Bashir al-Da’ook, amb qui va contraure matrimoni el 1970 i va tenir el seu fill Hazem. Bashir era un reconegut editor que havia fundat revistes àrabs com Dar Al Talia i Dirassat Arabiyya. En totes, tant ell com Ghada van poder manifestar les seues idees anticolonialistes, propalestines, independentistes, així com per la justícia social i econòmica i els drets de les dones.
Amb l'ajuda del seu marit, i per a poder assegurar la seua llibertat d'expressió sense haver de sofrir censura per part dels editors, el 1978 crea el seu segell editorial, Ghada Samman Publications.
El 1984, després d'anys convivint amb el conflicte civil que assolava el Líban des del 1975, el matrimoni decideix exiliar-se a París. Donava així resposta a la seua pregunta retòrica publicada dos anys abans: "I nosaltres, quan emigrarem per a no tornar mai més?" com a crítica als seus companys intel·lectuals que havien optat per abandonar el país en els primers anys de la guerra civil. Ja establerts a París, continua escrivint novel·les i assaigs, i una columna en el setmanari Al-Hawadeth.
La publicació el 1992 de les cartes que Ghassan Kanafani li va escriure causà gran enrenou en el món àrab, i especialment en el palestí. Per a molts activistes palestins, la publicació d'aquelles cartes suposava un "crim" contra la causa palestina en exhibir un heroi nacional com un home feble i enamorat d'una dona. Kanafani és un símbol dins la resistència palestina.
A partir del 1994 publicar relats breus i poemaris en què manifesta la seua nostàlgia per Beirut i Damasc des de l'exili a París. Les seues obres més destacades són la col·lecció de contes La lluna quadrada (1992), el poemari Cartes nostàlgiques a Jasmine (en referència a Damasc, sobrenomenada la Ciutat de Gesmil) (1996) i La novel·la impossible, un mosaic de Damasc (1997).
El 1997 aplegà gran part dels seus treballs de premsa en llibre, amb el títol genèric d'al-A’mal ghayr al-kamila (Treballs incomplets).
Quan al 2007 el seu marit mor d'un atac de cor, Ghada al-Samman deixa de col·laborar amb el setmanari Al-Hawadeth i des de llavors no ha tornat a publicar res. Manté dues residències, una a París i una altra a Beirut.(2)

## Estil
Ghada al-Samman ha tractat en els seus relats de ficció, poemes i articles, molts aspectes polítics, socials i morals de Síria, Líban i Palestina del darrer quart del segle xx. Durant els primers anys de periodista a Beirut feu molts articles en què descrivia la vida libanesa i donava veu a les regions pobres del nord i sud del Líban que fins llavors havien romàs ignorades per la premsa. Malgrat el seu combatiu anticolonialisme i l'oberta oposició al sionisme israelià, la seua obra és també crítica amb la societat àrab, amb els cercles intel·lectuals que continuaven censurant-se per a no deixar constància de la xacra que constituïa la corrupció política en les noves nacions àrabs postcolonialistes o la repressió sexual amb què es tractava les dones.

En entrevistes, Ghada al-Samman interpreta la seua obra com una sèrie de despertadors literaris que pretenen desvetllar consciències: 
Els somnis, la follia, les invocacions i les al·lucinacions són instruments literaris que m'ajuden a sondejar les profunditats de la humanitat. […] El més important, per a sobreviure a un malson és que l'individu tempte de despertar-se des del dins. Aquesta voluntat de despertar és de què els àrabs manquem.(7)
És per a això que l'autora empra metàfores i símbols, en què barreja la cultura occidental de la qual va beure durant el seu creixement, i la tradició de la fantasia oriental, i dona lloc a un moviment de realisme màgic en què les al·lucinacions, l'oníric i la realitat mantenen límits difusos. En els seus textos és usual que els personatges es moguen en estats d'entreson, en què tot és confús, bé com a estratègia de fuita d'una realitat crua en les obres ambientades durant la Guerra civil libanesa o com a confirmacions dels seus malsons. La seua narrativa es caracteritza per un gran lirisme, i la poesia sol ser narrativa, sense ajustar-se als patrons tradicionals de la poesia àrab. En resposta als crítics, escrigué en el diari Al Itihad:
Respecte als crítics a qui se'ls fa difícil classificar els meus escrits, els ho posaré fàcil. Poden escriure damunt els calaixos que continguen els arxius sobre els meus treballs, "Un crit per la llibertat!".(7)
La publicació el 1992 de Cartes de Ghassan Kanafani a Ghada al-Samman (Beirut: Dar al-Taliya, 1993; amb una segona edició el 1993) es considerà en el seu moment un acte de valentia i l'inici d'un gènere, el de les cartes literàries, fins llavors inexistent en la literatura àrab. La publicació s'interpretà llavors com un èxit feminista, per ser la primera vegada que les cartes d'amistat i amor d'un home eren revelades i publicades per una dona. Malgrat que la relació amorosa que van mantenir tots dos a la fi de la dècada dels 1960 era coneguda, la publicació de les cartes generà polèmica en alguns sectors palestins que ho interpretaren com un acte que tacava el nom de Kanafani i, amb ell, el de la causa palestina.

Tot i que algunes de les seues obres literàries han estat traduïdes de l'àrab a l'anglés, francés, italià, rus, alemany, japonés, polonés, persa, etc., és una autora poc coneguda fora de l'àmbit àrab. En el món àrab gaudeix d'un gran reconeixement, especialment dins del moviment d'escriptors del postcolonialisme. Un estudi de l'any 2000 la reconegué com una de les escriptores favorites de les estudiants universitàries palestines. Això contrasta amb el poc coneixement del seu nom a Occident, a diferència d'altres autores àrabs més traduïdes o que escriuen en anglés des de l'exili, com ara Nawal al-Sa'dawi i Ahdaf Soueif. Aquestes diferències en popularitat demostren els variats circuits pels quals es mou la literatura femenina en el món àrab i fora d'aquest. L'escriptor marroquí Mohamed Xukri, les obres del qual es van enfrontar a la censura pel seu estil realista i les referències explícites al sexe i a les drogues, va declarar una vegada:
Ella ha sigut la figura literària més audaç i important del món àrab en aquest segle. Ghada al-Samman és una pionera entre els escriptors valents, i mostra el seu coratge tant en les entrevistes com en les obres; ha estat ferma en les seues postures malgrat les temptacions, i espere que molts altres autors li seguisquen els passos. 

## Feminisme
Ghada al-Samman ha estat considerada una de les escriptores àrabs que més ha tractat les condicions de vida i el punt de vista femení en la seua obra. La majoria dels seus textos són una exploren i reafirmen les dones com a individus en la seua cerca per la llibertat dins d'una societat opressiva patriarcat. En una entrevista, Ghada analitza com la revolució política i econòmica que estava tenint lloc llavors a l'Orient Mitjà no podia desvincular-se d'una revolució sexual:
No és un secret que he arribat a creure que la revolució sexual és una part inseparable de la revolució de l'individu àrab per a aconseguir la resta de les seues llibertats […] econòmica, política i llibertat d'expressió d'escriptura i pensament. No hi ha més alternativa que combatre contra els nostres diferents conceptes, inclosos els sexuals i el limitat i superficial concepte burgés de llibertat.(15) 
A més a més dels llibres, Ghada al-Samman ha expressat el seu feminisme en molts articles i entrevistes. Als 19 anys publicà un manifest en la revista Jaridat al-Nasar al-Suriya, titulat "La nostra constitució: nosaltres les dones alliberades", en què condemna les dones de la regió de Hama per renunciar al sufragi universal justificant-se en la fe religiosa i els dictats de l'Islam. En aquest manifest, i en articles posteriors, compaginà els drets de les dones amb la seua identitat cultural i religiosa. Va cercar un alliberament intel·lectual i sexual de les dones que trencàs alhora amb el patriarcat tradicional i amb el colonialisme, i ressaltà que la revolució femenina ha de sorgir des de dins de la cultura àrab i no des de fora. Va descriure en la seua obra dones liberals i fortes que continuen existint moralment segons els preceptes de l'Islam, però sense renunciar als seus drets humans com a dones i com a ciutadanes àrabs.

## Obres
Dins l'extensa obra de Ghada al-Samman, destaquen tres novel·les: la seua temàtica gira al voltant de la Guerra civil libanesa viscuda en primera persona durant nou anys, del 1975 al 1984, fins que va decidir exiliar-se amb la seua família a París.(3)
La primera, Beirut 75, publicada el 1974, exposa la realitat política de Beirut a les portes de la guerra civil. La novel·la segueix la vida de cinc personatges que representen la societat postcolonial de Beirut amb grans diferències de classe, ètniques, religioses, i polítiques. Els protagonistes principals són una dona i un home jove que es desplacen de Damasc a Beirut atrets pel seu aparent modernisme, per a més tard descobrir-ne els feus socials i religiosos que hi continuen existint, i el gran pes que el patriarcat continua exercint sobre les dones.
Malsons de Beirut, publicada el 1975, narra les experiències del conflicte durant els primers vuit mesos. No obstant això, el text no se centra pas en els combats o les accions bèl·liques, sinó en la psicologia dels ciutadans refugiats als apartaments. La història reflecteix com els ciutadans i els combatents pensen, es comporten i senten en una situació extrema, i se centra en un grup de personatges que configuren un microcosmos de la societat libanesa. Està escrit en primera persona, des del punt d'una dona que viu amb el seu germà i el seu fill. Alternant amb la realitat, la narració s'enriqueix amb uns malsons que permeten allunyar-se del punt de vista de la protagonista per a narrar les experiències d'un franctirador, un veí, un presoner i una sèrie de personatges que poblen els somnis de la narradora. També somnia amb els animals de la botiga que hi ha al mateix edifici, i cada animal simbolitza un estatus social i religiós de Beirut, actuant com un altre microcosmos dins del microcosmos del veïnat descrit.
La història també denuncia el maltractament i abusos que reben les dones en aquestes situacions. Amb les observacions de la protagonista empresonada en sa casa i les converses per telèfon amb amigues, reconstrueix la vida de distintes dones, i la doble vida que moltes d'elles es veuen obligades a dur. La protagonista, lluny de veure's com una víctima derrotista, decideix escriure i cercar un editor, convençuda que al final les paraules són més poderoses que les armes.
La novel·la fou considerada el 2010 una de les deu millors de la literatura àrab moderna per l'Associació d'Escriptors Àrabs.
La tercera obra relacionada amb la Guerra civil libanesa i la posterior Guerra del Líban és El vespre dels primers mil milions, publicada el 1986. Escrita en l'exili de París, descriu els problemes amb què una exiliada ha d'enfrontar-se. La història s'ambienta a Ginebra al 1982, l'any en què Israel va envair part del sud del Líban i generà una gran onada de refugiats àrabs que es desplaçaren cap a Europa a la recerca d'asil.
Narra com la protagonista fuig de l'horror de l'extermini sionista, i descobreix els problemes de l'exili, els prejudicis, i com la comunitat libanesa en l'exili recrea la mateixa societat que donà lloc al conflicte en el seu exili europeu, actuant així com una perpetuació sociopolítica del conflicte en la nova llar, en què els rols sexuals es mantenen:(7) immigració, nacionalisme, assimilació cultural i violència sexual són els eixos de la història.
La lluna quadrada, una recopilació de contes publicada al 1994, ha estat interpretada com relats nostàlgics que expressen les experiències de la diàspora de les guerres civils, en què els exiliats idealitzen paradisos que ja no existeixen. L'originalitat d'aquests contes dins la literatura àrab rau que, per a representar aquesta nostàlgia, l'autora empra arguments i elements propis de la ciència-ficció i fantasia de la literatura occidental i recrea mons imaginaris que es mouen entre l'Orient Mitjà i Europa. El text reflecteix la pèrdua d'identitat de l'exiliat i la llibertat per a retrobar la seua veritable identitat, en uns contes onírics plens de simbolisme.

## Obra destacada

### Relat curt
- عيناك قدري, ʿAynā-ka qadarī, ‘Els teus ulls són el meu destí’, 1962.
- لا بحر في بيروت, Lā baḥr fī Bayrūt, ‘No hi ha mar a Beirut’, 1965.
- ليل الغرباء, Layl al-ḡurabāʾ, ‘La nit dels estrangers’, 1966.
- رحيل المرافئ القديمة, Raḥīl al-murāfaʾ al-qadīma, ‘La partida dels vells molls’, 1973.
- القمر المربع: قصص غرائبية, Al-qamar al-murabbaʿ: qiṣaṣ ḡaraʾibiyya, ‘La lluna quadrada: relats extraordinaris’, 1994.

### Poesia
- حب, Ḥubb, ‘Amor’, 1973.
- أعلنت عليك الحب, Aʿlantu ʿalay-ka al-ḥubb, ‘Et declare el meu amor’, 1976.

### Novel·la
- بيروت 75, Bayrūt 75, ‘Beirut 75’, 1974.
- كوابيس بيروت, Kawābīs Bayrūt, ‘Malsons de Beirut’, 1977.
- ليلة المليار, Laylat al-miliyar, ‘La nit del miliard’, 1986.
- سهرة تنكرية للموتى, Sahra tanakuriyya li-l-mawtà, ‘Una festa de disfresses per als morts’, 2003.

### Altres gèneres
- رسائل غسان كنفاني إلى غادة السمان, Rasāʾil Ḡassān Kanafānī ilà Ḡāda as-Sammān, ‘Cartes de Ghassan Kanafani a Ghada al-Samman’, correspondència, 1992.
- الرواية المستحيلة: فسيفساء دمشقية, Ar-riwāya al-mustaḥīla: fisayfasāʾ dimaxqiyya, ‘La història impossible: un mosaic damascè’, autobiografia, 1997.